# Тавареде
Тавареде (порт. Tavarede) — район (фрегезия) в Португалии, входит в округ Коимбра. Является составной частью муниципалитета Фигейра-да-Фош. Находится в составе крупной городской агломерации Большая Коимбра. По старому административному делению входил в провинцию Бейра-Литорал. Входит в экономико-статистический субрегион Байшу-Мондегу, который входит в Центральный регион. Население составляет 7722 человека на 2001 год. Занимает площадь 9,70 км².